# Marno
Marno este o localitate din comuna Hrastnik, Slovenia, cu o populație de 216 locuitori.